# Astragalus ernestii
Astragalus ernestii är en ärtväxtart som beskrevs av H.F.Comber. Astragalus ernestii ingår i släktet vedlar, och familjen ärtväxter. Inga underarter finns listade i Catalogue of Life.